# Nokia 7900
Il Nokia 7900 Prism  è un telefono cellulare prodotto dall'azienda finlandese Nokia e messo in commercio nel 2007.

## Caratteristiche
- Dimensioni: 112 x 45 x 12 mm
- Massa: 101 g
- Risoluzione display: 240 x 320 pixel a 16 milioni di colori
- Durata batteria in conversazione: 3 ore
- Durata batteria in standby: 240 ore (10 giorni)
- Fotocamera: 2.0 megapixel
- Memoria: 1 GB
- Bluetooth